# 奥布亚斯涅尼亚河
奥布亚斯涅尼亚河（羅馬化：(Reka) Obyasneniya）位于俄羅斯遠東穆拉维约夫-阿穆尔斯基半岛上，流經濱海邊疆區海参崴市中心，源起中央山脉西坡，长6.2公里，流域面积13.3平方公里，注入金角湾。河床窄，底由沙和卵石组成，河谷洪泛区，海拔高度100到140米的丘陵地区。上游底部是鹅卵石和砾石底，河岸高0.6至1.2米，水源主要由降水补给，占年径流量的80%以上，地下水补给的不到20%。夏季洪水频繁，平均每夏發生6到8次，水位波动幅度高达2米，洪水期间洪泛区淹没100至120米宽。
1970年符拉迪沃斯托克火力发电二厂建成後，其河水和金角湾冬天不结冰。